# Davis County (Iowa)
Das Davis County ist ein County im US-amerikanischen Bundesstaat Iowa. Im Jahr 2020 hatte das County 9110 Einwohner und eine Bevölkerungsdichte von 7 Einwohnern pro Quadratkilometer. Der Verwaltungssitz (County Seat) ist Bloomfield.

## Geografie
Das County liegt im Südosten Iowas und hat eine Fläche von 1308 Quadratkilometern, wovon vier Quadratkilometer Wasserfläche sind. Die südliche Grenze des Countys ist zugleich die Grenze Iowas zu Missouri.
Der äußerste Nordosten des Davis Countys wird vom Des Moines River durchflossen, der weiter südöstlich von rechts in den Mississippi mündet. Der größte Teil des Countys wird hingegen vom Fox River entwässert, der in West-Ost-Richtung das gesamte County durchfließt und weiter südlich gleichfalls in den Mississippi mündet.
An das Davis County grenzen folgende Nachbarcountys:
| Monroe County              | Wapello County | Jefferson County           |
| Appanoose County           |                | Van Buren County           |
| Schuyler County (Missouri) |                | Scotland County (Missouri) |

## Geschichte

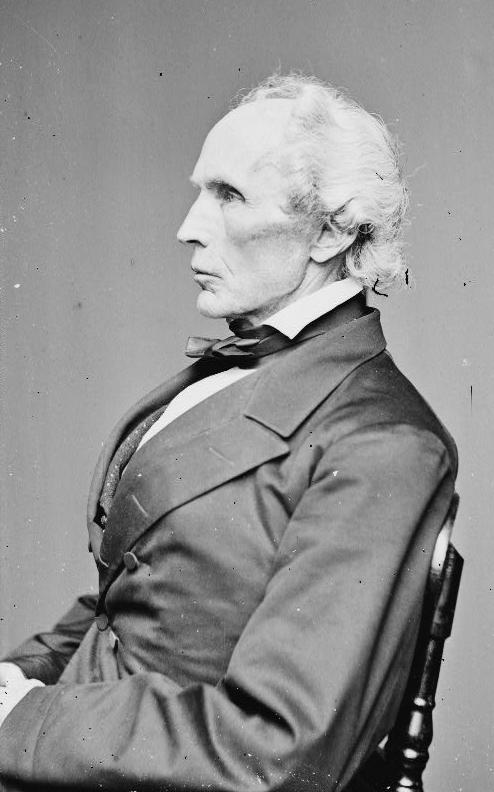
G. Davis

Das Davis County wurde 1843 aus ehemaligen Teilen des Van Buren County gebildet. Benannt wurde es nach Garrett Davis (1801–1872), einem Abgeordneten des US-Repräsentantenhauses (1839–1847) und späteren US-Senator von Kentucky (1861–1872).
Als Verwaltungssitz wurde von Anfang an die Stadt Bloomfield ausgewählt. Das erste Gerichtsgebäude war ein zweistöckiges Blockhaus und wurde 1844 fertiggestellt. Da das Gebäude sehr reparaturaufwändig war, wurde es im Jahr 1851 schließlich verlassen. In den nächsten 27 Jahren wurden die Büros der Countyverwaltung in verschiedenen Gebäuden in Bloomfield untergebracht.
Im August 1877 wurde der Grundstein für ein neues Gerichts- und Verwaltungsgebäude gelegt, das auch heute noch genutzt wird.

Im Juni 2002 wurde im Davis County der 125. Jahrestag des Gebäudes gefeiert.

## Bevölkerung
Nach der Volkszählung im Jahr 2010 lebten im Davis County 8753 Menschen in 3290 Haushalten. Die Bevölkerungsdichte betrug 6,7 Einwohner pro Quadratkilometer. In den 3290 Haushalten lebten statistisch je 2,56 Personen.
Ethnisch betrachtet setzte sich die Bevölkerung zusammen aus 98,4 Prozent Weißen, 0,1 Prozent Afroamerikanern, 0,2 Prozent amerikanischen Ureinwohnern, 0,3 Prozent Asiaten sowie aus anderen ethnischen Gruppen; 0,8 Prozent stammten von zwei oder mehr Ethnien ab. Unabhängig von der ethnischen Zugehörigkeit waren 1,0 Prozent der Bevölkerung spanischer oder lateinamerikanischer Abstammung.
29,1 Prozent der Bevölkerung waren unter 18 Jahre alt, 53,8 Prozent waren zwischen 18 und 64 und 17,1 Prozent waren 65 Jahre oder älter. 50,4 Prozent der Bevölkerung war weiblich.
Das jährliche Durchschnittseinkommen eines Haushalts lag bei 42.741 USD. Das Prokopfeinkommen betrug 22.464 USD. 14,9 Prozent der Einwohner lebten unterhalb der Armutsgrenze.

## Ortschaften im Davis County
Citys
- Bloomfield
- Drakesville
- Floris
- Pulaski

Unincorporated Communities
| - Belknap - Mark - Monterey - Savannah | - Stiles - Troy - West Grove |

## Gliederung
Das Davis County ist in 15 Townships eingeteilt:
| Township             | Einw. (2010) | FIPS     |
| -------------------- | ------------ | -------- |
| Cleveland Township   | 761          | 19-90732 |
| Drakesville Township | 481          | 19-91080 |
| Fabius Township      | 171          | 19-91263 |
| Fox River Township   | 353          | 19-91377 |
| Grove Township       | 234          | 19-91782 |

| Township            | Einw. (2010) | FIPS     |
| ------------------- | ------------ | -------- |
| Lick Creek Township | 865          | 19-92502 |
| Marion Township     | 208          | 19-92844 |
| Perry Township      | 311          | 19-93297 |
| Prairie Township    | 402          | 19-93480 |
| Roscoe Township     | 220          | 19-93693 |

| Township            | Einw. (2010) | FIPS     |
| ------------------- | ------------ | -------- |
| Salt Creek Township | 264          | 19-93747 |
| Soap Creek Township | 643          | 19-93933 |
| Union Township      | 282          | 19-94197 |
| West Grove Township | 571          | 19-94677 |
| Wyacondah Township  | 347          | 19-94791 |

Die Stadt Bloomfield gehört keiner Township an.